# Яра (Румунія)
Яра (рум. Iara) — село у повіті Клуж в Румунії. Адміністративний центр комуни Яра.
Село розташоване на відстані 309 км на північний захід від Бухареста, 25 км на південь від Клуж-Напоки.

## Населення
За даними перепису населення 2002 року у селі проживала 2091 особа.
Національний склад населення села:
| Національність | Кількість осіб | Відсоток |
| -------------- | -------------- | -------- |
| румуни         | 1730           | 82,7%    |
| цигани         | 221            | 10,6%    |
| угорці         | 138            | 6,6%     |

Рідною мовою назвали:
| Мова      | Кількість осіб | Відсоток |
| --------- | -------------- | -------- |
| румунська | 1866           | 89,2%    |
| угорська  | 130            | 6,2%     |
| циганська | 94             | 4,5%     |